# Orgilus macrurus
Orgilus macrurus är en stekelart som beskrevs av Muesebeck 1970. Orgilus macrurus ingår i släktet Orgilus och familjen bracksteklar. Inga underarter finns listade i Catalogue of Life.